# Discografia lui 50 Cent
Debutul comercial al cântărețului american 50 Cent l-a constituit lansarea albumului Get Rich or Die Tryin' în 2003. În același an a fost înființată propria casă de discuri, G-Unit Records.

## Albume

### Albume de studio
Get Rich or Die Tryin':
```
- Lansare: 6 februarie 2003
- Casa de discuri: 
Shady
/
Aftermath
/
Interscope
```

The Massacre:
```
- Lansare: 3 martie 2005
- Casa de discuri: Shady/Aftermath/Interscope
```

Curtis:
```
- Lansat: 11 septembrie 2007
- Casa de discuri: Shady/Aftermath/Interscope
```

Before I Self Destruct:
```
- Va fi lansat in 2009
- Casa de discuri: Shady/Aftermath/Interscope
```

In 2009, dupa Before I Self Destruct, este asteptat un al cincelea album.

### Albume ce nu au fost lansate
Power of the Dollar:
```
- Nu a fost lansat oficial deoarece 50 Cent a fost impuscat
- Pe 4 iulie 2000 a fost lansat neoficial
- Casa de discuri: 
Columbia Records
```

### Coloane sonore
Get Rich or Die Tryin' soundtrack:
```
- Lansare: 4 noiembrie 2005
- Casa de discuri: G-Unit/
Interscope

- Coloana sonora a filmului 
Get Rich or Die Tryin'
```

Bulletproof soundtrack:
```
- Lansare: 2005
- Casa de discuri: 
Shadyville Entertainment

- Coloana sonora a jocului 
50 Cent: Bulletproof
```

### Compilatii
Guess Who's Back?:
```
- Lansare: 26 aprilie 2002
- Casa de discuri: 
Full Clip
```

Greatest Hits album:
```
- Data de lansare nu a fost anuntata. Posibil in 2010
- Casa de discuri: Shady/Aftermath/Interscope
```

### Mixtape-uri
In 2002:
```
- 
50 Cent Is the Future

- 
No Mercy, No Fear

- 
God's Plan
```

In 2003:
```
- 
Automatic Gunfire
```

In 2005: Bullet Proof (Hosted by Dave Chapplle)

## Single-uri

### Ca interpret principal
In 1999:
```
- "
How to Rob
" (feat. 
The Madd Rapper
), inclus pe albumele Power of the Dollar, 
In Too Deep
 soundtrack, 
Tell 'Em Why U Madd
```

In 2002:
```
- "
In da Club
", inclus pe albumul Get Rich or Die Tryin'
```

In 2003: 
```
 - Incluse pe albumul Get Rich or Die Tryin':
- "
21 Questions
" (feat. 
Nate Dogg
)
- "
P.I.M.P.
"
- "
If I Can't
"
```

In 2004: 
```
- "
Disco Inferno
", inclus pe albumul 
The Massacre
```

In 2005:
```
 - Incluse pe albumul The Massacre
- "
Candy Shop
" (feat. 
Olivia
)
- "
Just a Lil Bit
"
- "
Outta Control (remix)
" (feat. 
Mobb Deep
```

In 2007:
```
 - Incluse pe albumul Curtis
- "
Straight to the Bank
"
- "
Amusement Park
"
- "
I Get Money
"
- "
Ayo Technology
" (feat. 
Justin Timberlake
 & 
Timbaland
)
- "
I'll Still Kill
" (feat. 
Akon
)
```

In 2008:
```
- "
Get Up
", inclus pe albumul Before I Self Destruct
```

In 2009:
```
- "
I Get It In
", inclus pe albumul Before I Self Destruct
- "
Crack A Bottle
" (cu 
Eminem
 & 
Dr. Dre
), inclus pe albumele Before I Self Destruct si 
Relapse
```

### Coloane sonore
In Too Deep soundtrack:
```
- In 1999:
 - "
Rowdy Rowdy
"
```

8 Mile si Get Rich or Die Tryin:
```
- In 2002:
 - "
Wanksta
"
```

Get Rich or Die Tryin' soundtrack:
```
- In 2005:
 - "
Hustler's Ambition
"
 - "
Window Shopper
"
- In 2006:
 - "
Best Friend
" (feat. Olivia)
 - "
I'll Whip Ya Head Boy
" (feat. 
Young Buck
)
```

### Ca invitat
In 1998:
```
- "
React
" (
Onyx
 feat. 50 Cent & 
X-1
), inclus pe albumul 
Shut 'Em Down
```

In 2003:
```
- "
Magic Stick
" (
Lil' Kim
 feat. 50 Cent), inclus pe albumul 
La Bella Mafia
```

In 2004:
```
- "
Encore/Curtains Down
" (Eminem feat. 50 Cent & Dr. Dre), inclus pe albumul 
Encore

- "
Westside Story
" (
The Game
 feat. 50 Cent), inclus pe albumul 
The Documentary

- "
How We Do
" (The Game feat. 50 Cent), inclus pe albumul The Documentary
```

In 2005:
```
- "
Hate It or Love It
" (The Game feat. 50 Cent), inclus pe albumul The Documentary
- "
MJB da MVP
" (
Mary J. Blige
 feat. The Game & 50 Cent), inclus pe albumul 
The Breakthrough

- "
So Seductive
" (
Tony Yayo
 feat. 50 Cent), inclus pe albumul 
Thoughts of a Predicate Felon

- "
I Know You Don't Love Me
" (Tony Yayo feat. 50 Cent, Young Buck, & 
Lloyd Banks
), inclus pe albumul Thoughts of a Predicate Felon
- "
Have a Party
"(Mobb Deep feat. 50 Cent & Nate Dogg), inclus pe albumul Get Rich or Die Tryin' soundtrack
```

In 2006:
```
- "
Hands Up
" (Lloyd Banks feat. 50 Cent), inclus pe albumul 
Rotten Apple

- "
The Cake
" (Lloyd Banks feat. 50 Cent), inclus pe albumul Rotten Apple
- "
You Don't Know
" (Eminem feat. 50 Cent, Lloyd Banks, & 
Cashis
), inclus pe albumul 
Eminem Presents the Re-Up

- "Jimmy Crack Corn" (Eminem feat. 50 Cent), inclus pe albumul Eminem Presents the Re-Up
```

In 2007:
```
- "
Can't Leave 'Em Alone
" (
Ciara
 feat. 50 Cent), inclus pe albumul 
Ciara: The Evolution
```

In 2009:
```
- "
Mujeres in the Club
" (
Wisin & Yandel
 feat. 50 Cent), inclus pe albumul 
La Revolución
```

## Alte melodii care au ajuns in topuri
In 1999:
```
- "Life's on the Line", inclusa pe albumele Power of the Dollar, Guess Who's Back, Get Rich or Die Tryin'
```

In 2002:
```
- "Realest Niggas" (feat. 
Notorious BIG
), inclusa pe albumul 
Bad Boys II (soundtrack)

- "Rotten Apple", inclusa pe albumul Guess Who's Back?
```

In 2003:
```
Incluse pe albumul Get Rich or Die Tryin':
- "Heat"
- "Patiently Waiting" (feat. Eminem)"
- "Many Men (Wish Death)"
- "What Up Gangsta"
```

In 2005:
```
Incluse pe albumul The Massacre:
- "Piggy Bank"
- "Outta Control"
```

In 2006:
```
- "The Re-Up" (Eminem feat. 50 Cent), inclusa pe albumul Eminem Presents: The Re-Up
```

In 2007:
```
Incluse pe albumul Curtis:
- "Peep Show" (feat. Eminem)
- "Follow My Lead" (feat. 
Robin Thicke
)
```

## Alte aparitii
In 2000:
```
- "Jerk" (
Next
)
```

In 2002:
```
- "Work It (Remix)" (
Missy Elliott
)
```

In 2003:
```
- "Shot Down" (
DMX
, 
Styles P
)
- "Let Me Be the 1" (Mary J. Blige)
- "We All Die One Day" (
Obie Trice
, Eminem, Lloyd Banks, 
Tony Yayo
)
- "Blow It Out (Remix)" (
Ludacris
)
```

In 2004:
```
- "Never Enough" (Eminem, Nate Dogg)
- "Spend Some Time" (Eminem, Obie Trice, 
Stat Quo
)
- "I Get High" (Lloyd Banks, 
Snoop Dogg
)
- "Warrior, Pt. 2" (Lloyd Banks, Obbie Trice, Nate Dogg)
- "I'm a Soldier" (Young Buck)
- "Bonafide Husler" (Young Buck, Tony Yayo)
- "DPG-Unit" (Young Buck, Snoop Dogg, 
Daz Dillinger
, 
Soopafly
, Lloyd Banks)
- "Oh No" (Snoop Dogg)
```

In 2005:
```
- "We Don't Give a Fuck" (Tony Yayo, Lloyd Banks, Olivia)
- "When Death Becomes You" (
M.O.P.
)
- "You Already Know" (Lloyd Banks, Young Buck)
- "Things Change" (
Spider Loc
, Lloyd Banks)
- "You a Shooter" (Mobb Deep)
- "Forgive Me" (
Proof
)
```

In 2006:
```
Mobb Deep:
- "Creep"
- "Pearly Gates"
- "The Infamous"
```

```
- "It's Alright" (Mobb Deep, Mary J. Blige)
```

```
- "Everywhere I Go" (Obie Trice)
- "Rotten Apple" (Lloyd Banks, 
Prodigy
)
- "Nigga, What's Up" (
Lil' Scrappy
)
- "The Re-Up" (Eminem)
- "Officer Down" (
Kardinal Offishall
)
```

In 2007:
```
- "Come and Get Me" (Timbaland, Tony Yayo)
- "Hold On" (Young Buck)
- "Take It to the Top" (
Freeway
)
- "Sexy Ladies Remix" (Justin Timberlake)
- "Freeze Remix/Bump This" (
LL Cool J
, Lloyd Banks, 
Young Hot Rod
)
- "Queens" (LL Cool J, Prodigy, Tony Yayo, 
Kool G Rap
)
```

In 2008:
```
- "Paper Planes (Remix)" (
M.I.A.
)
- "Slow Down" (Ciara)
```

In 2009:
```
- "Rap To You" (
Jason Miller
)
- "Let The Beat Rock" (
Black Eyed Peas
)
```

## Videoclipuri
In 2002:
"Wanksta"
In 2003:
"In da Club"
"21 Questions"
"Many Men (Wish Death)"
"P.I.M.P. (remix)"
"If I Can't"
In 2005:
"Candy Shop"
"In da Club"
"Rowdy Rowdy"
"Outta Control (remix)"
"Hustler's Ambition"
"Window Shopper"
"Best Friend"
In 2007:
"Straight to the Bank"
"Amusement Park"
"I Get Money"
"Ayo Technology"
"I'll Still Kill" ("I Still Will" T.V. version)
"Follow My Lead"
In 2008:
"Get Up"